# Australiens Grand Prix 2001
Australiens Grand Prix 2001 var det första av 17 lopp ingående i formel 1-VM 2001.

## Resultat
1. Michael Schumacher, Ferrari, 10 poäng
2. David Coulthard, McLaren-Mercedes, 6
3. Rubens Barrichello, Ferrari, 4
4. Nick Heidfeld, Sauber-Petronas, 3
5. Heinz-Harald Frentzen, Jordan-Honda, 2
6. Kimi Räikkönen, Sauber-Petronas, 1
7. Olivier Panis, BAR-Honda
8. Luciano Burti, Jaguar-Cosworth
9. Jean Alesi, Prost-Acer
10. Jos Verstappen, Arrows-Asiatech
11. Eddie Irvine, Jaguar-Cosworth
12. Fernando Alonso, Minardi-European
13. Giancarlo Fisichella, Benetton-Renault

### Förare som bröt loppet
- Jenson Button, Benetton-Renault (varv 52, elsystem)
- Juan Pablo Montoya, Williams-BMW (40, motor)
- Jarno Trulli, Jordan-Honda (38, motor)
- Mika Häkkinen, McLaren-Mercedes (25, upphängning)
- Ralf Schumacher, Williams-BMW (4, kollision)
- Jacques Villeneuve, BAR-Honda (4, kollision)
- Tarso Marques, Minardi-European (3, batteri)
- Enrique Bernoldi, Arrows-Asiatech (2, snurrade av)
- Gaston Mazzacane, Prost-Acer (0, bromsar)